# Martina McBride
Martina McBride, född Martina Mariea Schiff den 29 juli 1966 i Sharon i Kansas, är en amerikansk countryartist och låtskrivare. Sitt genombrott fick hon 1997 med skivan Evolution. Bland alla priser har hon sex gånger stått som vinnare i CMA Awards. Fyra gånger har hon vunnit priser i Academy of Country Music Awards. Dessutom har hon 14 gånger varit nominerad till en Grammy Award, utan att ha vunnit någon. 
Martina McBride är sedan 1988 gift med ljudteknikern John McBride. Paret har tre döttrar.

## Diskografi
Studioalbum
- 1992 – The Time Has Come
- 1993 – The Way That I Am
- 1995 – Wild Angels
- 1997 – Evolution
- 1998 – White Christmas
- 1999 – Emotion
- 2003 – Martina
- 2005 – Timeless
- 2007 – Waking Up Laughing
- 2009 – Shine
- 2011 – Eleven
- 2014 – Everlasting
- 2016 – Reckless

Livealbum och samlingsalbum
- 2001 – Greatest Hits
- 2008 – Live in Concert (livealbum)
- 2008 – Playlist: The Very Best of Martina McBride
- 2012 – Hits and More
- 2012 – The Essential Martina McBride

Singlar (topp 10 på Billboard Hot Country Songs)
- 1993 – "My Baby Loves Me" (#2)
- 1994 – "Life #9" (#6)
- 1995 – "Safe in the Arms of Love" (#4)
- 1995 – "Wild Angels" (#1)
- 1997 – "A Broken Wing" (#1)
- 1998 – "Valentine" (med Jim Brickman) (#9)
- 1998 – "Happy Girl" (#2)
- 1998 – "Wrong Again" (#1)
- 1999 – "Whatever You Say" (#2)
- 1999 – "I Love You" (#1)
- 1999 – "Love's the Only House" (#3)
- 2001 – "When God-Fearin' Women Get the Blues" (#8)
- 2001 – "Blessed" (#1)
- 2002 – "Where Would You Be" (#3)
- 2002 – "Concrete Angel" (#5)
- 2003 – "This One's for the Girls" (#3)
- 2003 – "In My Daughter's Eyes" (#4)
- 2006 – "Anyway" (#5)
- 2011 – "I'm Gonna Love You Through It" (#4)